# Zoran Mirković
Zoran "Bata" Mirković (Servisch: Зоран "Бата" Мирковић) (Belgrado, 21 september 1971) is een Servische oud-voetballer die meestal op de rechts-backpositie speelde. Mirković voetbalde in landen als SFR Joegoslavië, Italië, Turkije en Servië en Montenegro. Hij kwam 59 keer uit voor het voetbalelftal van SFR Joegoslavië.

## Carrière
Zoran Mirković begon zijn profloopbaan in 1990 bij Rad Beograd en voetbalde daar in dezelfde periode als de grote Joegoslavische voetballers Vladimir Jugović en Ljubinko Drulović. Drie jaar later verkaste de jonge Mirković naar een andere voetbalclub uit de hoofdstad van toenmalig FR Joegoslavië, het grote Partizan Belgrado. Hij beschrijft dit tijdperk van zijn leven nog steeds als zijn mooiste voetbaljaren. Mirković was een Partizan Belgrado-fan in hart en nieren.
In 1996 maakte Mirković de stap naar Italië om de kleuren van Atalanta Bergamo te verdedigen. Meteen tijdens zijn eerste competitiewedstrijd raakte hij geblesseerd. Het zou drie maanden duren eer hij weer een wedstrijd kon spelen voor de blauw-zwarten. In Bergamo werd Mirković door zijn vechtlust en goede voetbalkwaliteiten steeds populairder bij de fans. In 1998, toen Atalanta Bergamo degradeerde naar Serie B, contracteerde regerend Italiaans kampioen Juventus hem.
In Turijn kende Mirković twee totaal verschillende periodes. Onder Marcello Lippi was de Joegoslaaf een vaste waarde in de basiself, zowel in de Serie A als in de UEFA Champions League. Na de komst van Carlo Ancelotti in 1999 speelde Mirković bijna enkel Coppa Italia-wedstrijden. In 2000 tekende Mirković dan ook een driejarig contract bij Fenerbahçe SK. Hier werd hij één keer landskampioen, bereikte hij één keer de finale van de Turkse Beker en speelde hij met de club uit Istanboel in de UEFA Champions League.
In 2004, na bijna zes maanden clubloos zijn conditie te hebben bijgehouden, ging Mirković weer aan de slag bij Partizan Belgrado. Op 6 maart 2006 maakte hij, op 34-jarige leeftijd, bekend te stoppen met voetbal in verband met zijn aanhoudende rugblessure.